# Луковит (нос)
Носът Луковит (на английски: Lukovit Point) е свободен от лед морски нос от западната страна на входа в залива Малешево на северния бряг на остров Ливингстън. Разположен 2.74 км на юг-югозапад от нос Сидънс и 5.6 км източно от нос Куклен. Вдава се 700 м в залива Хироу на протока Дрейк. Оформен в резултат на отдръпването на ледник Тунджа в края на 20 и началото на 21 век. Свободна от лед прилежаща площ 13 ха.
Координатите му са: 62°34′00″ ю. ш. 60°28′00″ з. д. / 62.566667° ю. ш. 60.466667° з. д..
Наименуван е на град Луковит в Северна България. Името е официално дадено на 12 август 2008 г.
Испанско картографиране от 1991 г., българско от 2005, 2009 и 2012 г.

## Карти
- L.L. Ivanov et al, Antarctica: Livingston Island, South Shetland Islands (from English Strait to Morton Strait, with illustrations and ice-cover distribution), 1:100000 scale topographic map, Antarctic Place-names Commission of Bulgaria, Sofia, 2005
- Л. Иванов. Антарктика: Остров Ливингстън и острови Гринуич, Робърт, Сноу и Смит. Топографска карта в мащаб 1:120000. Троян: Фондация Манфред Вьорнер, 2009. ISBN 978-954-92032-4-0
- Л. Иванов. Карта на остров Ливингстън. В: Иванов, Л. и Н. Иванова. Антарктика: Природа, история, усвояване, географски имена и българско участие. София: Фондация Манфред Вьорнер, 2014. с. 18-19. ISBN 978-619-90008-1-6